# Golpe de Estado en Mauritania de 1980
El golpe de Estado de Mauritania de 1980 fue un golpe militar en Mauritania que tuvo lugar el 4 de enero de 1980. El golpe fue dirigido por el primer ministro, el coronel Mohamed Khouna Ould Haidalla, que arrebató el poder al presidente, el teniente coronel Mohamed Mahmoud Ould Louly. Haidalla había asumido la presidencia del gobernante Comité Militar para la Salvación Nacional (CMSN), una junta militar creada tras un golpe anterior en 1979.
Tras el golpe, Haidalla continuó sirviendo como presidente y primer ministro hasta el 12 de diciembre de 1980, cuando nombró un gobierno civil con Sid Ahmed Ould Bneijara como primer ministro.